# دروپدی مرمو
دروپدی مرمو (سانتالی: ᱫᱨᱚᱣᱯᱚᱫᱤ ᱢᱩᱨᱢᱩ، اوریه: ଦ୍ରୌପଦୀ ମୁର୍ମୁ، هندی: द्रौपदी मुर्मू، انگلیسی: Droupadi Murmu، تلفظ در هندی: [d̪ɾɔːpəd̪iː mʊɾmuː]؛ متولد ۲۰ ژوئن ۱۹۵۸)، با نام درگی برنچی تدو (اوریه: ଦୁର୍ଗୀ ବିରଞ୍ଚି ତୁଦୁ، هندی: दुर्गी बिरञ्ची तुदू، انگلیسی: Durgi Biranchi Tudu؛ تلفظ در هندی: [d̪ʊɾɡiː bɪɾəɲtʃiː t̪ʊd̪uː])؛ رئیس‌جمهور هند از تاریخ ۲۵ ژوئیه ۲۰۲۲ است. او عضو حزب بهاراتیا جاناتا است. وی اولین شخص در تاریخ هند است که از کاست‌ها و قبیله‌های برنامه‌ریزی شده در هند به مقام ریاست جمهوری این کشور نائل آمده‌است. او قبلاً به عنوان نهمین فرماندار جارکند از سال ۲۰۱۵ تا ۲۰۲۱ خدمت می‌کرد. مرمو که از ایالت اودیشا آمده‌است، اولین فرماندار جارکند نیز بود که دوره پنج ساله خود را به پایان رساند. مرمو پیش از ورود به سیاست در اواخر دهه ۷۰ میلادی و اواسط ۸۰ میلادی منشی بود و تا سال ۱۹۹۷ میلادی بعنوان معلم در رایرانگپور مشغول به کار بود.

## زندگی شخصی

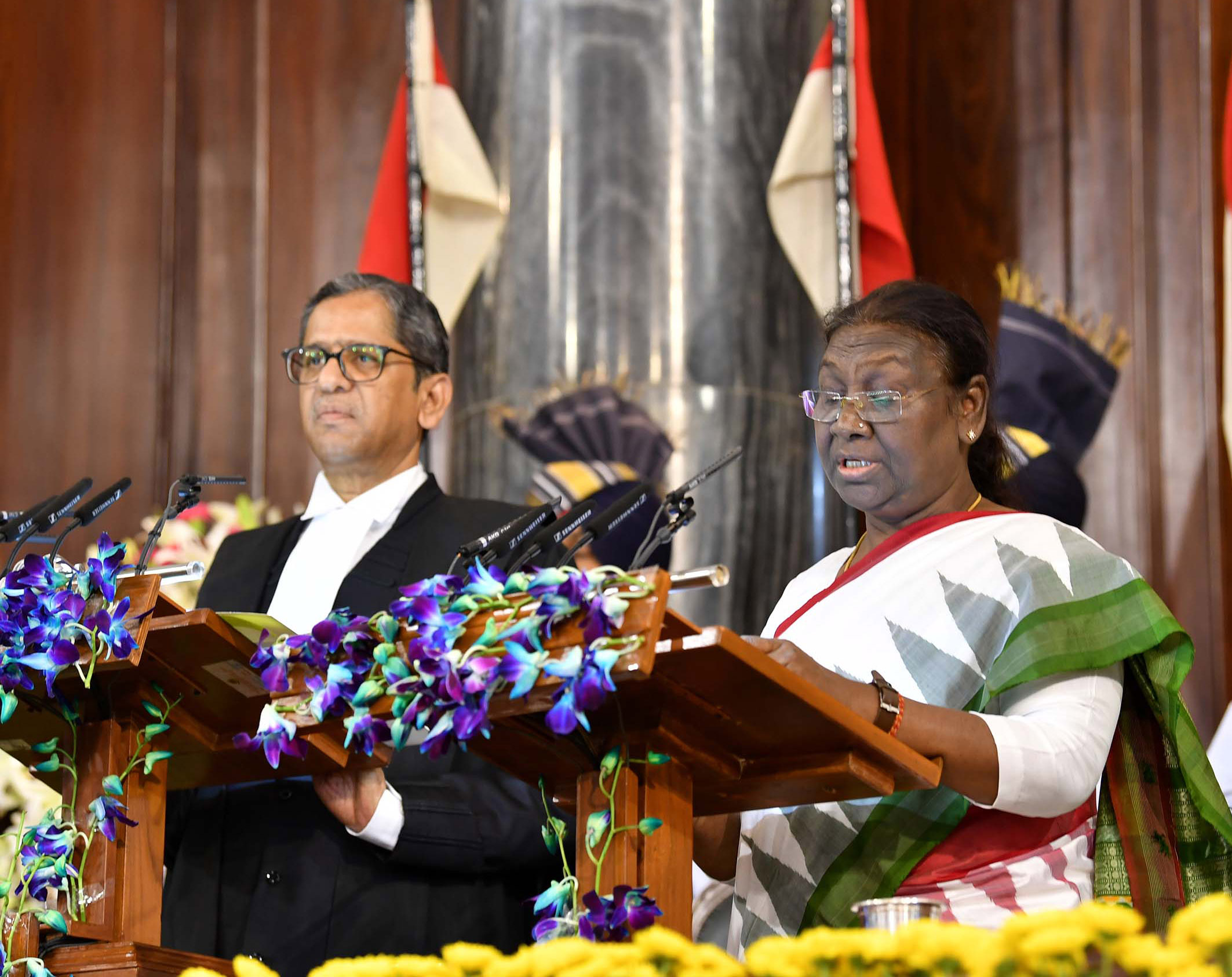
دروپدی مرمو

دروپدی مرمو در یک خانواده قبیله ای سانتالی در ۲۰ ژوئن ۱۹۵۸ در روستای بایداپوسی در ناحیه مایوربانج در اودیشا در خانواده بیرانچی نارایان تودو به دنیا آمد. پدر و پدربزرگ او هر دو از سران دهکده تحت سیستم پانچایاتی راج بودند.

## حرفه

### شغل تدریس
مرمو قبل از ورود به سیاست ایالتی به عنوان معلم مدرسه شروع به کار کرد. او به عنوان استادیار در آموزش و پژوهش یکپارچه شری اوروبیندو، رایرنگپور و به عنوان دستیار جوان در بخش آبیاری دولت اودیشا کار کرد.

### سیاست دولتی
مرمو در سال ۱۹۹۷ به حزب بهاراتیا جاناتا پیوست و به عنوان عضو شورای رایرنگپور ناگار پانچایات انتخاب شد. او همچنین به عنوان نایب رئیس ملی حزب بهاراتیا جاناتا خدمت کرد.

### فرمانداری
او اولین زن فرماندار جارکند بود. او اولین رهبر زن آدیواسی از اودیشا بود که به عنوان فرماندار یک ایالت هند منصوب شد.

## مبارزات انتخاباتی ریاست جمهوری ۲۰۲۲
در ژوئن ۲۰۲۲، حزب بهاراتیا جاناتا (BJP) مرمو را به عنوان نامزد اتحاد ملی دموکراتیک برای ریاست جمهوری هند برای انتخابات ۲۰۲۲ معرفی کرد.

## ریاست جمهوری (۲۰۲۲-اکنون)

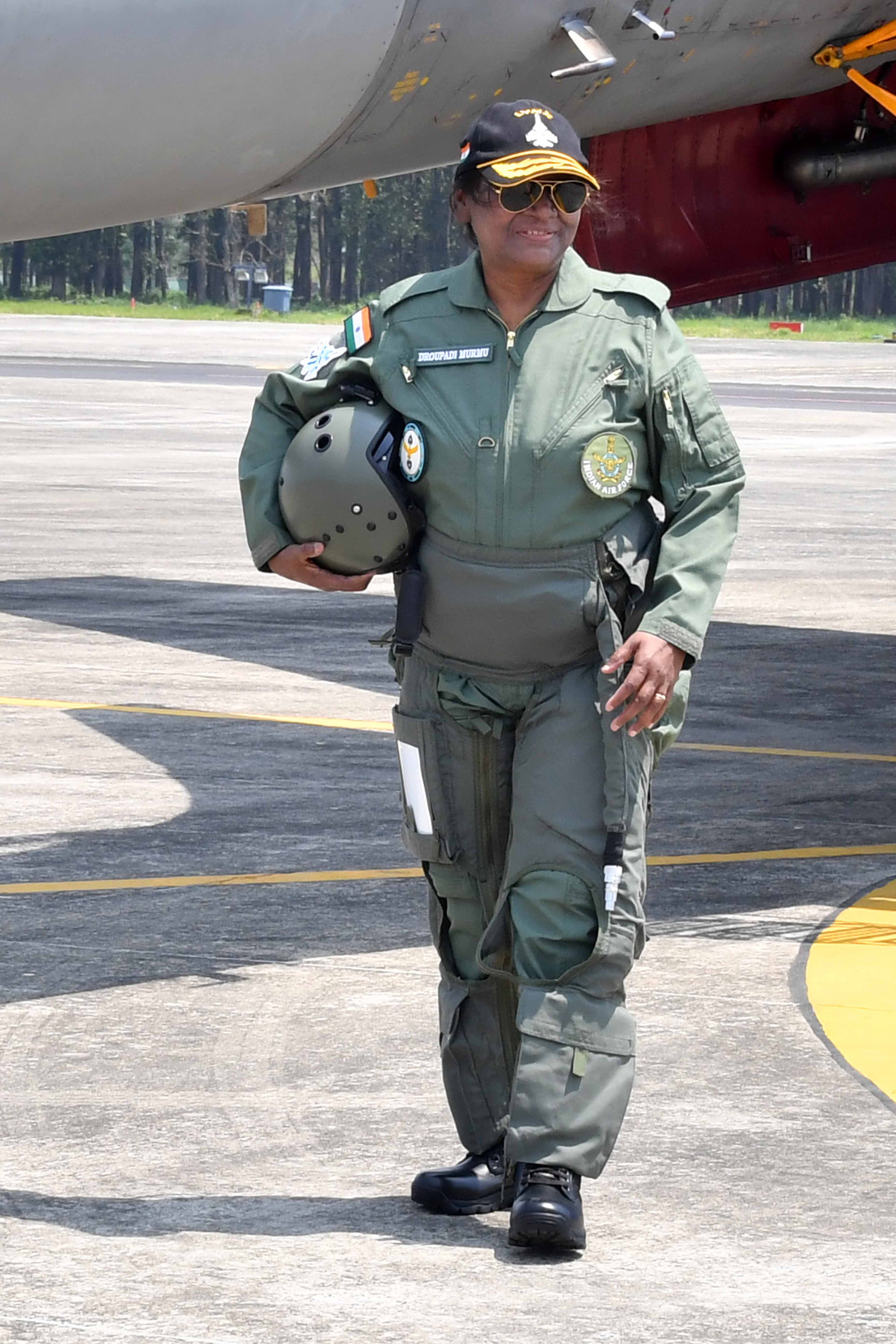
دروپدی مرمو

دروپدی مرمو اولین شخص در تاریخ هند است که از کاست‌ها و قبیله‌های برنامه‌ریزی شده در هند به ریاست جمهوری این کشور می‌رسد. او جوانترین و اولین شخصی است که پس استقلال هند در ۱۹۴۷ متولد شده و به مقام ریاست جمهوری این کشور نائل آمده‌است. او همچنین پس از پراتیبا پتیل دومین زنی است که در تاریخ هند به مقام ریاست جمهوری هند دست یافته‌است.